# Eugenia Birioukova
Pour les articles homonymes, voir Birioukova.
Ievguenia Birioukova, née le 18 décembre 1952, est une joueuse de tennis azerbaïdjanaise (ex-URSS) du début des années 1970.
En simple, elle s'est notamment illustrée en disputant la finale 1973 du Classic de Charlotte. En double, elle comptabilise deux titres.

## Palmarès (partiel)

### Titre en simple dames
Aucun

### Finale en simple dames
| No | Date       | Nom et lieu du tournoi             | Catégorie | Dotation | Surface      | Vainqueure       | Score    |          |
| -- | ---------- | ---------------------------------- | --------- | -------- | ------------ | ---------------- | -------- | -------- |
| 1  | 10-09-1973 | Four Roses Classic, Charlotte (NC) |           | 40 000 $ | Terre (ext.) | Evonne Goolagong | 6-2, 6-0 | Parcours |

### Titres en double dames
| No | Date       | Nom et lieu du tournoi                  | Catégorie | Surface      | Partenaire       | Finalistes                      | Score         |          |
| -- | ---------- | --------------------------------------- | --------- | ------------ | ---------------- | ------------------------------- | ------------- | -------- |
| 1  | 15-02-1971 | USSR Champs Moscou                      |           | NC           | Marina Kroschina | Elena Granaturova Olga Morozova | 7-6, 5-7, 7-5 | Parcours |
| 2  | 11-12-1972 | South Australian Championships Adélaïde |           | Gazon (ext.) | Janet Young      | Evonne Goolagong Helen Gourlay  | 6-3, 6-2      | Parcours |

### Finale en double dames
Aucune

## Parcours en Grand Chelem

### En simple dames
| Année | Open d'Australie | Open d'Australie | Internationaux de France | Internationaux de France | Wimbledon      | Wimbledon        | US Open         | US Open     |
| 1972  | -                | -                | -                        | -                        | 2e tour (1/32) | Barbara Hawcroft | -               | -           |
| 1973  | 3e tour (1/8)    | Karen Krantzcke  | 1er tour (1/32)          | Kristien Kemmer          | -              | -                | 1er tour (1/32) | Ilana Kloss |

À droite du résultat, l’ultime adversaire.

### En double dames
| Année | Open d'Australie           | Open d'Australie       | Internationaux de France | Internationaux de France | Wimbledon                    | Wimbledon                | US Open                      | US Open                  |
| 1972  | -                          | -                      | -                        | -                        | 1er tour (1/32) M. Kroschina | Esme Emanuel C. Martinez | -                            | -                        |
| 1973  | 1/4 de finale K. Krantzcke | C. Sieler Sally Irvine | 1/2 finale Mona Schallau | M. Smith Virginia Wade   | -                            | -                        | 1er tour (1/16) M. Kroschina | E. Goolagong Janet Young |

Sous le résultat, la partenaire ; à droite, l’ultime équipe adverse.

### En double mixte
| Année | Open d'Australie | Open d'Australie | Internationaux de France   | Internationaux de France | Wimbledon                   | Wimbledon                 | US Open                  | US Open             |
| 1972  | n/a              | n/a              | -                          | -                        | 2e tour (1/32) S. Likhachev | Chris Evert E. van Dillen | -                        | -                   |
| 1973  | n/a              | n/a              | 2e tour (1/8) S. Likhachev | C. Sieler Mike Estep     | -                           | -                         | 2e tour (1/8) W. Higgins | F. Dürr B. Seewagen |

Sous le résultat, le partenaire ; à droite, l’ultime équipe adverse.